# Renato Nicolini
Renato Nicolini (Roma, 1º marzo 1942 – Roma, 4 agosto 2012) è stato un architetto, politico e drammaturgo italiano, conosciuto anche all'estero, soprattutto per le iniziative svolte quando divenne l'organizzatore dell'Estate romana.

## Biografia
Figlio di Roberto Nicolini (1909-1977), architetto attivo negli anni trenta anche presso l'Istituto Autonomo Case Popolari di Roma. Laureato in architettura, Renato Nicolini diviene attivo sia nella progettazione che nella critica architettonica. Assessore alla cultura al comune di Roma, per decenni Nicolini alterna il ruolo di architetto, politico e docente universitario.
Dopo essere stato assistente di Mario Fiorentino nella cattedra di Composizione a Roma, diviene professore ordinario presso la Facoltà di architettura dell'Università Mediterranea di Reggio Calabria.
Muore il 4 agosto 2012, all'età di 70 anni, dopo aver manifestato problemi respiratori; era malato da tempo, e la sua scomparsa è stata segnata da unanime rimpianto.

### Architettura
Era laureato in architettura, relatore Ludovico Quaroni, nel luglio 1969, con la tesi “Realizzazione di una struttura espositiva nel luogo del Monumento a Vittorio Emanuele II”. Negli anni 1967 e 1968, prima di conseguire la laurea, scrive sul Dizionario di Architettura ed Urbanistica, diretto da Paolo Portoghesi, numerosi articoli.
Ha costruito nel 1979 (con Gianni Accasto, Pierluigi Eroli e Franco Pierluisi) una casa popolare ad Aprilia. Suoi progetti sono stati pubblicati su “Controspazio” e “Casabella”. Tra i progetti di concorso, il Teatro di Forlì (1970, ammesso al secondo grado), la sistemazione delle Halles di Parigi (capogruppo Franco Purini, vincitore ex aequo).
Presso l'Università degli Studi "Mediterranea" di Reggio Calabria è stato professore ordinario di Composizione architettonica e urbana, svolgendo attività di ricerca nell'ambito del Dipartimento di "Architettura e Analisi della Città Mediterranea", facendo parte del Collegio dei Docenti dell'omonimo Dottorato di Ricerca, Area 08. I due maggiori progetti di ricerca di cui è stato responsabile scientifico sono: "Rottamare il Degrado: Calabria da ri-generare" e "Paesaggi e Identità". È stato anche docente e membro del comitato scientifico del Master di II livello in "Architettura e archeologia della Città Classica" dello stesso Ateneo.
Presso il Dipartimento di Architettura dell'Università degli Studi Roma Tre è stato docente del Master Internazionale di II livello in "Architettura Storia Progetto".
Presso la Prima Facoltà di Architettura “Ludovico Quaroni” dell'Università degli Studi di Roma “La Sapienza” è stato docente del Master Internazionale di II livello in "Progettazione del Recupero dell'Edilizia Storica e degli Spazi Pubblici". 
Fece parte del comitato di redazione della rivista “L’architetto italiano” e del comitato scientifico della collana "Topos e progetto" di Gangemi Editore.
Fu redattore e poi direttore, dal 2006 al 2012, della rivista "Controspazio".

### Politica

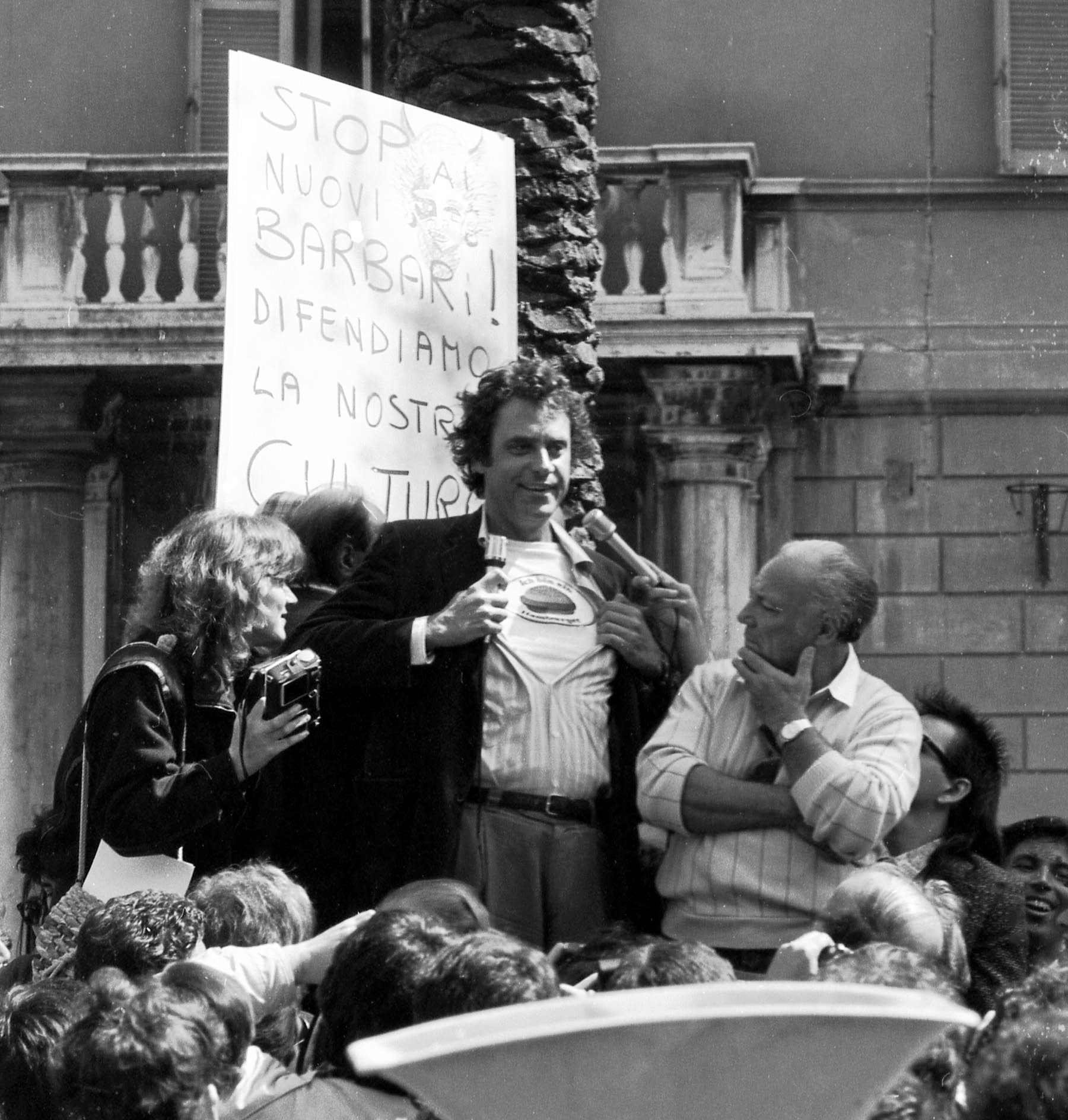
Renato Nicolini e Claudio Villa alla manifestazione anti-fast food Roma 20 aprile 1986

Ha acquisito notorietà in qualità di assessore alla cultura del Comune di Roma nel periodo 1976–1985, nelle amministrazioni di sinistra di Giulio Carlo Argan, Luigi Petroselli e Ugo Vetere. Si impegnò infatti in una politica culturale detta dell'"effimero", il cui prodotto più noto fu l'Estate Romana, macchina politico-culturale che produsse polemiche, ma che definì anche nuovi orizzonti relativamente alle potenzialità delle città.
A partire dal 1983, per tre legislature fu Deputato al Parlamento italiano, eletto nel 1983 e nel 1987 nelle file del Partito Comunista Italiano e nel 1992 come esponente del Partito Democratico della Sinistra. Alle Elezioni comunali del 1993 si candida come sindaco di Roma per la coalizione formata dal Prc e dalla lista "Liberare Roma" ottenendo oltre l'8% dei consensi. Nel 1994 conclude la sua esperienza parlamentare.
Dal 1994 al 1997 è stato assessore alla Cultura del comune di Napoli nella giunta di Antonio Bassolino. Nel luglio 2009 annuncia la sua candidatura a segretario del Partito Democratico, senza presentare, però, le firme necessarie per la partecipazione alle primarie. Nel 2011 pubblica la nuova edizione di Estate Romana, con prefazione di Jack Lang, e Per amare Napoli, una riflessione sulla città di cui è stato assessore.
Nei primi giorni di gennaio 2010 ha pubblicamente sostenuto la necessità delle primarie per la scelta del candidato presidente del centro sinistra per la regione Lazio, dichiarando di volervi partecipare.

### Teatro e Cultura
Nel 1985 venne nominato dal ministro francese Jack Lang, "Officier de l'Ordre des Arts et des Lettres de la République française".
Dal 1988 fino al 1996 è stato Vicepresidente della Fondazione "Festival dei Due Mondi" di Spoleto.
Dal 1996 al 2000 è stato Commissario del Teatro Stabile dell'Aquila.
Dal 1998 al 2000 è stato Presidente dell’Azienda Autonoma Palaexpò di Roma.
Dal 2002 al 2012 ha diretto, con Marilù Prati, il Laboratorio Teatrale Universitario "Le Nozze" dell'Università degli Studi "Mediterranea" di Reggio Calabria, di cui era responsabile scientifico per l'Ateneo.
Nel 2007 ricevette, per la carriera, il "Premio Flavia Paulon 2007" di AsoloArtFilmFestival.
Nel 2008 ricevette, per la carriera, il "Premio Universoteatro 2008" del Comune di Benevento.
Nel 2009 fu nominato Componente esterno del Cominato Scientifico dell'Osservatorio Regionale per la Cultura della Regione Calabria.
Dal 2011 al 2012 è stato codirettore artistico del Teatro Politeama "Siracusa" di Reggio Calabria.
Fu membro del Comitato Scientifico di UBU Libri.
Scriveva abitualmente di teatro e di architettura su: "Controspazio", "Gomorra", "Abitare la Terra", "L'Unità", "Il Manifesto", "Il Romanista" e "Paese Sera".

## Filmografia e teatro
Interpretò il Conte ne Il viaggio di Capitan Fracassa, 1990, regia di Ettore Scola.
Partecipò come protagonista nei seguenti film-documentario:
- Utopia, utopia! di Maurizio Cascavilla, 1969;
- A proposito di Roma di Egidio Eronico, 1987;
- Tanti futuri possibili[24] di Gianfranco Rosi, 2012.

Scrisse opere teatrali originali:
- La fondazione della città, firmandone anche la regia, Politeama "Siracusa" di Reggio Calabria e "Estate a La Sapienza" di Roma (2005), Barletta e Camerino (2006);
- Mille e una notte, firmandone anche la regia, Politeama "Siracusa" di Reggio Calabria e "Estate a La Sapienza" di Roma, 2006;
- Patria e Mito[25], Festival dei Due Mondi di Spoleto (2010) e Teatro "Quirino-Vittorio Gassman" di Roma (2011) con la regia di Ugo Gregoretti.

Firmò i seguenti adattamenti teatrali:
- da Mario Missiroli, Addio D'Artagnan!, Teatro Stabile de L'Aquila, 1987;
- da Simone Carella, Eliot e il suo angelo, Volterrateatro, 1988;
- da Beppe Navello, Tre veleni rimesta...e l'antidoto avrai, Roma, 1989;
- da Simone Carella, Nicolini/Nicolini, Casciano Terme, 1989;
- da Beppe Navello, La circolare ministeriale, Teatro Stabile de L'Aquila, 1996;
- da Albert Camus, Stato d'assedio. La caduta della città, firmandone anche la regia, Politeama "Siracusa" di Reggio Calabria, 2004;
- da Albert Camus, Stato d'assedio. La riscossa della città, firmandone anche la regia, Politeama "Siracusa" di Reggio Calabria, 2005;
- da Adele Cambria, Euripide, Fawzi Mellah, Virgilio (autore e regista con Marilù Prati) Elyssa/Didone: la regina errante, Festival Internazionale del Teatro 2008 de La Biennale di Venezia;
- da Euripide, Apollonio Rodio, Károly Kerényi, Le figlie del Sole[26], firmandone anche la regia con Marilù Prati, Magra Grecia Teatro Festival, 2008[27];
- da Elias Canetti, Euripide, Alcesti e il nemico della morte, firmandone anche la regia con Marilù Prati, Universoteatro, 2008;
- da Adele Cambria, Virgilio, La Reggio dei miti dopo Didone, firmandone anche la regia, Calabria Palcoscenico, 2008;
- da Eduardo De Filippo, La babele di Eduardo, firmandone anche la regia, Politeama "Siracusa" di Reggio Calabria, 2009;
- da Luigi Pirandello, Pirandello Drei[28], firmandone anche la regia, Politeama "Siracusa" di Reggio Calabria, 2012.

Firmò le regie teatrali di:
- Nozze di Elias Canetti, Politeama "Siracusa" di Reggio Calabria, 2002 e 2004;
- Atto senza parole di Samuel Beckett, Politeama "Siracusa" di Reggio Calabria, 2004;
- Visioni di Gesù con Afrodite di Giuliano Scabia, Politeama "Siracusa" di Reggio Calabria, 2007;
- Party Time - Il linguaggio della montagna di Harold Pinter, Politeama "Siracusa" di Reggio Calabria (2009) e Teatro "Quirino-Vittorio Gassman" di Roma (2010);
- La brocca rotta a Ferramonti di Francesco Suriano (coregista con Francesco Suriano), Primavera dei Teatri (2011)[29] e Politeama "Siracusa" di Reggio Calabria (2012)[30].

Di lui sono note apparizioni e camei in altri film, video musicali e cortometraggi.

## Archivio storico
L'archivio di Renato Nicolini, già conservato presso gli eredi, è stato dichiarato di particolare importanza, su proposta del Soprintendente archivistico per il Lazio, con decreto del Direttore Regionale per i Beni culturali del Lazio del 19.6.2013. Successivamente è stato trasferito presso l'Archivio Storico Capitolino. Comprende corrispondenza, appunti di studio, bozze di pubblicazioni, carte personali, materiale a stampa (49 bb. e 545 fascicoli 2 contenitori), appunti e relazioni a convegni (166 fascicoli), rassegna stampa relativa all'attività di assessore alla cultura a Roma (1976-85) e a Napoli (anni '90) conservata in 2 cassettiere (80x180) e (60x150); sono presenti anche videocassette varie con riprese di trasmissioni televisive, doc/ne fotografica e disegni.

## Onorificenze
Il 17 ottobre 2018 gli viene intitolata un'aula nel padiglione 2b, all'interno del complesso dell'Ex-Mattatoio di Roma, del Dipartimento di Architettura - Università degli Studi Roma Tre.